# Ivan Pejčić
Ivan Pejčić (in serbo Иван Пејчић?; Niš, 11 settembre 1982) è un ex calciatore serbo, di ruolo attaccante.

## Carriera
Ha giocato nella prima divisione dei campionati svizzero, cipriota e serbo.

## Palmarès

### Club

#### Competizioni nazionali
- Prva Liga Srbija: 1

Radnički Niš: 2011-2012

### Individuale
- Capocannoniere della Prva Liga Srbija: 1

2011-2012 (13 reti)